# یان فن در اسلویس
یان فن در اسلویس (هلندی: Jan van der Sluis; ۲۹ آوریل ۱۸۸۹ – ۱۹ اکتبر ۱۹۵۲) بازیکن فوتبال اهل هلند بود.